# Rinku Gate Tower

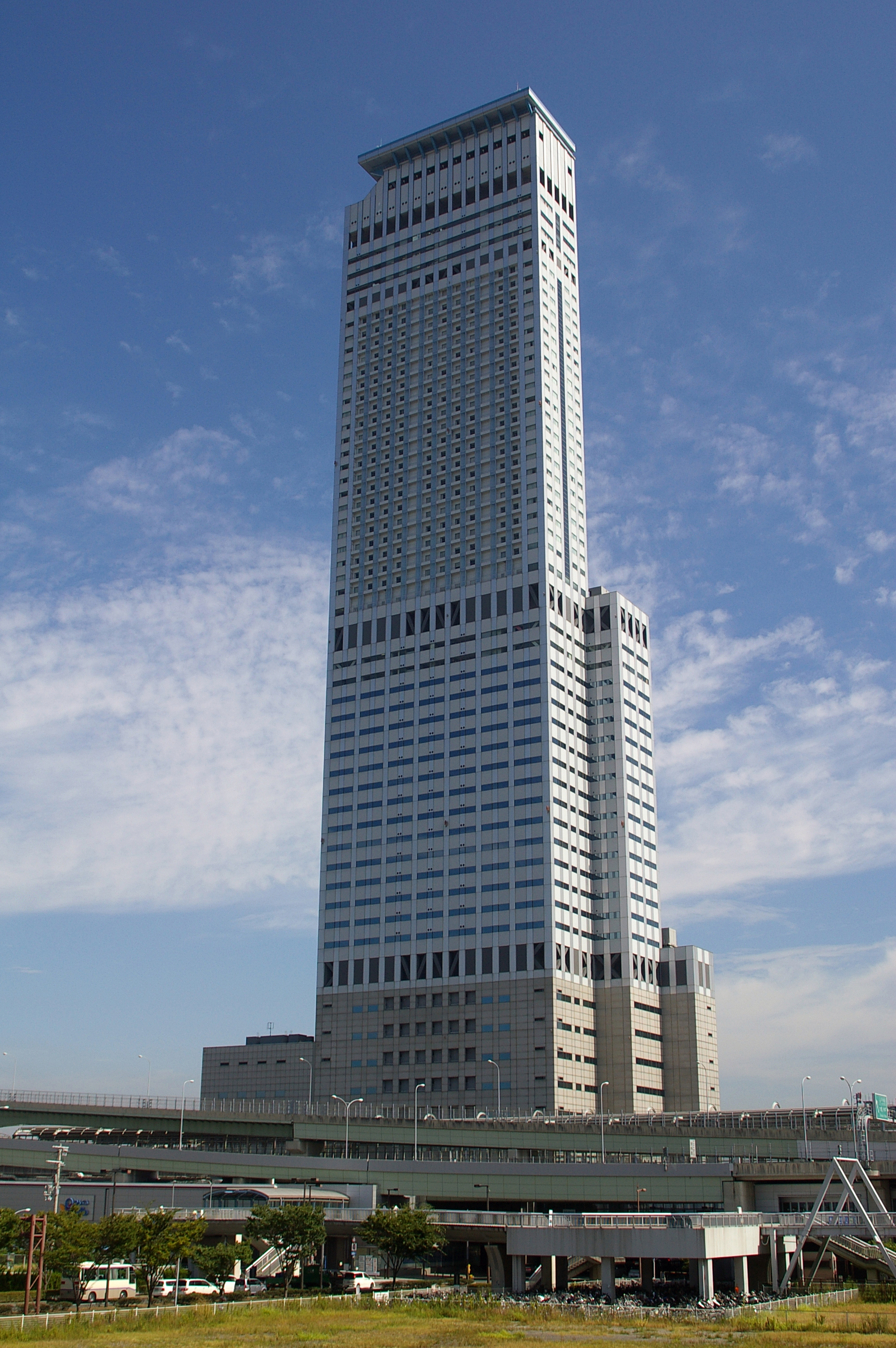
Rinku Gate Tower Building

Rinku Gate Tower Building é um dos arranha-céus mais altos do mundo, com 256 metros (840 ft). Edificado na cidade de Izumisano, Japão, foi concluído em 1996 com 56 andares.